# サイモン・ドゥーラン
サイモン・ドゥーラン（Simon Dolan, 1969年5月20日 - ）は、イギリスの実業家で起業家。

## 事業と投資
ドゥーランの事業と投資対象は、SJD会計事務所、PHAメディア、ワンサーヴ（Oneserve）、コントラクター・アンブレラ、女性の為のアウトドアスポーツクラブのシー・フー・デアーズ（She Who Dares）、ボードゲームのデスタネーション（Destination）、Jota航空（Jota Aviation）、Jotaスポーツと多岐に及んでいる。
ドゥーランの最初の大きな事業は、保証金をキャッシュバックする初の会計事務所であるSJD会計事務所であった。イギリスで100位以内の会計事務所の中で、大企業とのパートナーシップよりも個人事業主を優先する唯一の会計事務所である。1999年にドゥーランはコントラクター・アンブレラを立ち上げた。SJD会計事務所は会計事業の顧客であるニクソン・ウィリアムズと一緒にソヴリン・キャピタルに100万ポンドで買収された。
ドゥーランは2010年にTwitterを通じて新しい会社を立ち上げ、SNSのサイト上で500万ポンドの共同資金を初期投資資金として集めた様は、（日本のテレビ番組『¥マネーの虎』がイギリス国内で放送された際の英語での番組タイトル名である）『Dragons' Den』で放送されている起業家が資金を集める放送内容とスタイルが似ていることから "Twitter Dragon"  の呼び名が付けられた。Twitterを通じたドゥーランの投資には、グローバル・ムガルズ（Global Moguls）や、心の健康の雑誌であるアンカバード（Uncovered）がある。

## モーターレースでのキャリア
モーターレースに興味を示し007年3月からレース活動を始め、2008年にJotaスポーツを創設した。2010年に、アストンマーティンの公式パートナー・チームになる複数年契約に署名した。2010年のスパ・フランコルシャン24時間レースにアストンマーティン・V8ヴァンテージで初のクラス優勝を挙げた。コ・ドライバーのサム・ハンコックはVdeVシリーズに参戦してポール・リカールで自身最高位となる3位に入っている。
2011年から2016年までル・マン24時間レースにも参戦しており、ハリー・ティンクネルとオリバー・ターベイとチームを組んで出場した2014年度のLMP2クラスでの優勝である。本来はターベイでなくマルク・ジェネがチームに加わる予定であったが、アウディ・スポーツチーム・ヨースト2号車のロイック・デュバルが負傷してアウディの予備ドライバーであったジェネが2号車に乗ることになった為、Jotaスポーツにはターベイがジェネに替わって加わることになった。

### ル・マン24時間レース
| 年     | チーム                 | コ・ドライバー                              | 使用車両                              | クラス  | 周回 | 総合順位 | クラス 順位 |
| ------ | ---------------------- | ------------------------------------------- | ------------------------------------- | ------- | ---- | -------- | ----------- |
| 2011年 | Jota                   | サム・ハンコック クリス・バンコム           | アストンマーティン・V8ヴァンテージGT2 | GTE Pro | 74   | DNF      | DNF         |
| 2012年 | Jota                   | サム・ハンコック 黒澤治樹                   | ザイテック・Z11SN-ニッサン            | LMP2    | 271  | DNF      | DNF         |
| 2013年 | Jotaスポーツ           | オリバー・ターベイ ルーカス・ルーア         | ザイテック・Z11SN-ニッサン            | LMP2    | 319  | 13位     | 7位         |
| 2014年 | Jotaスポーツ           | オリバー・ターベイ ハリー・ティンクネル     | ザイテック・Z11SN-ニッサン            | LMP2    | 356  | 5位      | 1位         |
| 2015年 | Jotaスポーツ           | オリバー・ターベイ ミッチ・エバンス         | ギブソン・015S-ニッサン               | LMP2    | 358  | 10位     | 2位         |
| 2016年 | G-ドライブ・レーシング | ジェイク・デニス ギド・ヴァン・デル・ガルデ | ギブソン・015S-ニッサン               | LMP2    | 222  | DNF      | DNF         |

### ヨーロピアン・ル・マン・シリーズ
| 年     | チーム                 | 使用車両                             | クラス    | 1       | 2       | 3     | 4      | 5     | 6     | 順位 | ポイント |
| ------ | ---------------------- | ------------------------------------ | --------- | ------- | ------- | ----- | ------ | ----- | ----- | ---- | -------- |
| 2011年 | JOTAスポーツ           | アストンマーティン・ヴァンテージ GTE | LMGTE Pro | CAS NC  | SPA 5   | IMO 7 | SIL 11 | EST 5 |       | 8位  | 24       |
| 2012年 | JOTAスポーツ           | ザイテック・Z11SN                    | LMP2      | CAS 9   | DON Ret | PET   |        |       |       | 16位 | 2        |
| 2013年 | JOTAスポーツ           | ザイテック・Z11SN                    | LMP2      | SIL 1   | IMO Ret | SPL 4 | HUN 3  | CAS 3 |       | 3位  | 71       |
| 2014年 | JOTAスポーツ           | ザイテック・Z11SN                    | LMP2      | SIL Ret | IMO 1   | SPL 2 | CAS 4  | EST 3 |       | 2位  | 74       |
| 2015年 | JOTAスポーツ           | ギブソン・015S                       | LMP2      | SIL 2   | IMO 3   | SPL 1 | CAS 3  | EST 4 |       | 3位  | 89       |
| 2016年 | G-ドライブ・レーシング | ギブソン・015S                       | LMP2      | SIL 1   | IMO 2   | SPL 3 | CAS 5  | SPA 5 | EST 1 | 1位  | 103      |

### 世界耐久選手権
| 年     | チーム                 | 使用車両       | クラス | 1   | 2     | 3       | 4   | 5   | 6   | 7   | 8   | 9   | 順位 | ポイント |
| ------ | ---------------------- | -------------- | ------ | --- | ----- | ------- | --- | --- | --- | --- | --- | --- | ---- | -------- |
| 2016年 | G-ドライブ・レーシング | ギブソン・015S | LMP2   | SIL | SPA 6 | LMN Ret | NÜR | MEX | COA | FSW | SHA | BHR | 28位 | 8        |

## 出版物
ドゥーランの自伝である『学位なしで100万ポンドを稼ぐ方法　そして学位を持っている場合でも100万ポンドを得る方法』（How To Make Millions Without A Degree: And How to Get by Even If You Have One ）が2010年に出版された。それは、彼が15歳で学校を辞めた後、1億4,000万ポンドの富をどうやって築いたかについて書かれている。本の中でドゥーランは、ドーランは、企業の経営者や自分のビジネスを開始する大学に行く代わりに自分自身で起業をすることを考えている人たちに、アドバイスを提供している。